# Euphorbia baga
Euphorbia baga är en törelväxtart som beskrevs av Auguste Jean Baptiste Chevalier. Euphorbia baga ingår i släktet törlar, och familjen törelväxter.

## Underarter
Arten delas in i följande underarter:
- E. b. baga
- E. b. parvifolia